# Philippsreut
Philippsreut là một đô thị thuộc huyện Freyung-Grafenau trong bang Bayern, nước Đức. Đô thị Philippsreut có diện tích 10,16 km², dân số thời điểm 31 tháng 12 năm 2006 là 750 người.